# Jeerhalli, Aland
Jeerhalli là một làng thuộc tehsil Aland, huyện Gulbarga, bang Karnataka, Ấn Độ.